# Otrhánky
Otrhánky (ungarisch Eszterce – bis 1907 Rongyossztrice) ist eine Gemeinde im Westen der Slowakei mit 394 Einwohnern (Stand 31. Dezember 2024), die zum Okres Bánovce nad Bebravou, einem Teil des Trenčiansky kraj, gehört.

## Geographie
Die Gemeinde befindet sich im Nordteil des Hügellands Nitrianska pahorkatina am Mittellauf des Baches Haláčovka im Einzugsgebiet der Bebrava. Das Ortszentrum liegt auf einer Höhe von 215 m n.m. und ist sechs Kilometer von Bánovce nad Bebravou entfernt.
Nachbargemeinden sind Veľké Chlievany im Norden und Osten, Pečeňany im Süden, Libichava im Südosten, Veľké Hoste im Westen und Haláčovce im Nordwesten.

## Geschichte
Otrhánky entstand im damaligen Gemeindegebiet von Ostratice und wurde zum ersten Mal 1598 als Otrhane Ztrece schriftlich erwähnt und war Besitz der landadligen Familie Ostraticzky. 1598 standen 21 Häuser im Ort, 1720 wohnten hier fünf Steuerpflichtige, 1787 hatte die Ortschaft 22 Häuser, 24 Familien und 116 Einwohner, 1828 zählte man 16 Häuser und 219 Einwohner, die als Landwirte beschäftigt waren.
Bis 1918 gehörte der im Komitat Trentschin liegende Ort zum Königreich Ungarn und kam danach zur Tschechoslowakei beziehungsweise heute Slowakei. Von 1960 bis 1990 war Otrhánky Teil der Nachbargemeinde Haláčovce.

## Bevölkerung
| Jahr                | 1994 | 2004    | 2014    | 2024    |
| ------------------- | ---- | ------- | ------- | ------- |
| Anzahl der Personen | 453  | 429     | 402     | 394     |
| Unterschied         |      | −5,29 % | −6,29 % | −1,99 % |

| Jahr                | 2023 | 2024    |
| ------------------- | ---- | ------- |
| Anzahl der Personen | 382  | 394     |
| Unterschied         |      | +3,14 % |

Nach der Volkszählung 2011 wohnten in Otrhánky 403 Einwohner, davon 397 Slowaken. Sechs Einwohner machten keine Angabe zur Ethnie.
379 Einwohner bekannten sich zur römisch-katholischen Kirche sowie jeweils ein Einwohner zur Evangelischen Kirche A. B. und zur tschechoslowakischen hussitischen Kirche. 13 Einwohner waren konfessionslos und bei neun Einwohnern wurde die Konfession nicht ermittelt.

## Bauwerke und Denkmäler
- römisch-katholische Kirche Mariä Geburt im romanischen Stil aus dem 12. Jahrhundert, im Inneren befindet sich eine gotische Figur aus dem 15. Jahrhundert